# Ondineke
Ondineke is een Belgisch bier van hoge gisting.
Het bier wordt gebrouwen in Brouwerij De Glazen Toren, te Mere in de gemeente Erpe-Mere. Het is een ongefilterd goudblond bier met een alcoholpercentage van 8,5%, zonder toevoeging van kruiden. De brouwer maakt gebruik van de enige hopvariëteit die nog in Aalst verbouwd wordt, namelijk Hallertau Mittelfrüh. Het bier is genoemd naar Ondine, het hoofdpersonage van De Kapellekensbaan, een boek van Louis Paul Boon.
Ondineke is ook het officiële stadsbier van Aalst en wordt op recepties van de stad aangeboden. De wikkel rond de fles heeft de stadskleuren: rood-wit-geel.